# Challenger de Porto Alegre 2024
El torneo Brasil Tennis Open 2024 fue un torneo de tenis perteneció al ATP Challenger Tour 2024 en la categoría Challenger 50. Se trató de la 1ª edición; el torneo tuvo lugar en la ciudad de Porto Alegre (Brasil), desde el 30 de abril hasta el 5 de mayo de 2024 sobre pista de tierra batida al aire libre.

## Jugadores participantes del cuadro de individuales
| Preclasificado | País                  | Jugador                  | Rank1 | Posición en el torneo |
| 1              | Bandera de Francia    | Calvin Hemery            | 194   | Primera ronda         |
| 2              | Bandera de Bolivia    | Murkel Dellien           | 222   | Primera ronda         |
| 3              | Bandera de Kazajistán | Dmitry Popko             | 234   | Primera ronda         |
| 4              | Bandera de Venezuela  | Gonzalo Oliveira         | 243   | Primera ronda         |
| 5              | Bandera de Brasil     | João Lucas Reis da Silva | 282   | Primera ronda, retiro |
| 6              | Bandera de Líbano     | Hady Habib               | 290   | Primera ronda         |
| 7              | Bandera de Ecuador    | Álvaro Guillén Meza      | 294   | Primera ronda         |
| 8              | Bandera de Turquía    | Ergi Kırkın              | 299   | CAMPEÓN               |

- 1 Se ha tomado en cuenta el ranking del 22 de abril de 2024.

### Otros participantes
Los siguientes jugadores recibieron una invitación (wild card), por lo tanto ingresan directamente al cuadro principal (WC):
- Guilherme Clezar
- Gustavo Ribeiro de Almeida
- Luís Miguel

Los siguientes jugadores ingresan al cuadro principal tras disputar el cuadro clasificatorio (Q):
- Leonardo Aboian
- Igor Gimenez
- Guido Iván Justo
- Juan Carlos Prado
- Karue Sell
- Kaichi Uchida

## Campeones

### Individual Masculino
- Ergi Kırkın derrotó en la final a  Daniel Dutra da Silva por 6–3, 7–5

### Dobles Masculino
- Roberto Cid Subervi /  Kaichi Uchida derrotaron en la final a  Patrick Harper /  David Stevenson por 5–7, 7–6(1), [10–6]